# West of the Divide
West of the Divide (Brasil: Armando o Laço ) é um filme norte-americano de 1934, do gênero faroeste, dirigido por Robert N. Bradbury e estrelado por John Wayne e Virginia Faire Brown.

## A produção
O roteiro, escrito pelo próprio diretor Bradbury, é semelhante a vários que ele escreveu para filmes de Bob Steele, seu filho.
Além de atuar como dublê, o lendário Yakima Canutt também faz o papel de capanga do vilão. Ele e Wayne travam lutas ainda inferiores àquelas que ele supervisionaria para o ator mais tarde, mas ainda assim já bastante convincentes.
West of the Divide está em domínio público e, portanto, pode ser baixado gratuitamente no Internet Archive.

## Sinopse
Ted Hayden, também conhecido por Gat Ganns, retorna à sua cidade natal, à procura do homem que assassinou seu pai e raptou Jim, seu irmão mais novo. Acompanhado pelo amigo Dusty, ele se junta à gangue de Gentry, celerado ladrão de terras.

## Elenco
| Ator/Atriz           | Personagem              |
| -------------------- | ----------------------- |
| John Wayne           | Ted Hayden / Gat Ganns  |
| Virginia Faire Brown | Fay Winters             |
| George Hayes         | Dusty                   |
| Lloyd Whitlock       | Gentry                  |
| Yakima Canutt        | Hank                    |
| Lafe McKee           | Fred Winters            |
| Billy O'Brien        | Spuds                   |
| Dick Dickinson       | Joe                     |
| Earl Dwire           | Xerife                  |
| Hal Taliaferro       | Capanga (não-creditado) |